# Tim Allen
Timothy Allen Dick, känd som Tim Allen, född 13 juni 1953 i Denver i Colorado, är en amerikansk skådespelare och komiker.
När Allen var 11 år blev hans far, Gerald Dick, påkörd av en rattfyllerist och omkom. Hans mor, Martha Dick, gifte om sig två år efter faderns död och familjen flyttade senare till Birmingham i Michigan. Allen har många syskon.
Allen har själv missbrukat alkohol och narkotika (kokain), och den 2 oktober 1978 åkte han fast för innehav. Efter att ha vittnat mot sin partner fick han sitta 2,5 år i fängelse i stället för livstid. När han kom ut ur fängelset påbörjade han senare sin karriär som ståuppkomiker.

## Filmografi
- 1989 – Tropical Snow
- 1991–1999 – Tummen mitt i handen (TV-serie)
- 1994 – Nu är det jul igen
- 1995 – Toy Story (röst)
- 1997 – Meet Wally Sparks
- 1997 – Jungle 2 Jungle
- 1997 – For Richer or Poorer
- 1999 – Toy Story 2 (röst)
- 1999 – Galaxy Quest
- 2001 – Who is Cletis Tout?
- 2001 – Joe Somebody
- 2002 – Big Trouble
- 2002 – Nu är det jul igen 2
- 2003 – Top Speed
- 2004 – Christmas with the Kranks
- 2006 – The Shaggy Dog
- 2006 – Bilar (röst)
- 2006 – Zoom
- 2006 – Nu är det jul igen 3
- 2007 – Wild Hogs
- 2008 – Redbelt
- 2010 – Toy Story 3 (röst)
- 2018 – Röjar-Ralf kraschar internet (röst)
- 2019 – Toy Story 4 (röst)
- 2025 – Shifting Gears (TV-serie)